# Су (кана)
す в хирагане и ス в катакане — символы японской каны, используемые для записи ровно одной моры. В системе Поливанова записывается кириллицей: «су», в международном фонетическом алфавите звучание записывается: /sɯ/. В современном японском языке находится на тринадцатом месте в слоговой азбуке, после し и перед せ.

## Происхождение
す произошёл от кандзи 寸, а ス произошёл от кандзи 須.

## Написание
|  |  |

## Коды символов вкодировках
- Юникод:
  - す: U+3059,
  - ス: U+30B9.